# Nephodia incoloraria
Nephodia incoloraria là một loài bướm đêm trong họ Geometridae.